# Christian Nyby
Christian Nyby (n. 1 septembrie 1913, Los Angeles, California – d. 17 septembrie 1993, Temecula, California) a fost un regizor american.
A regizat filmul din 1951 Creatura din altă lume.